# Hans Wolff
Hans Wolff, né Frank Erwin le 2 octobre 1911 à Berlin (en Empire allemand, actuellement en Allemagne) et mort le 1er juin 1979 dans la même ville, est un monteur, réalisateur, scénariste, producteur et acteur allemand.

## Biographie
Hans Wolff naît Frank Erwin en 1911 à Berlin. Il est le fils illégitime d’une jeune tailleuse et d’un greffier. Le 15 mars 1916, il est adopté par Anna et Otto Wolff (de). Il reçoit alors le nom de famille de Wolff et un an plus tard, un nouveau prénom.
Hans Wolff fait des études de droit dans des universités de Fribourg-en-Brisgau, Bonn et Paris. En 1933, il apprend les techniques de laboratoire cinématographique à l’UFA. À partir de 1934, il se met à monter des films et entre dans l’équipe Willi Forst-Film (de) en 1936. À ce poste, il participe à plusieurs films Wiener Film (de) avec Willi Forst.
Forst lui permet, en sa qualité de producteur de Der Hofrat Geiger, de réaliser son premier film en tant que réalisateur en 1947. Peu après, Hans Wolff fait ses débuts en tant qu’acteur dans Das singende Haus. Dans les années 1950, il produit plusieurs films sans y prêter grande attention.
Wolff a ensuite rejoint la ligne de production de Bernhard Wicki et a ainsi participé à la production (en tant que producteur exécutif) du Pont, film anti-guerre spectaculaire. Il fut également le producteur exécutif de Das Feuerschiff, une adaptation du Bateau-phare (de) de Siegfried Lenz, ainsi que de L'Agneau (de), un film de Wolfgang Staudte.

## Filmographie
- 1934 : Die Czardasfürstin (monteur)
- 1934 : Fürst Woronzeff (monteur)
- 1935 : Mazurka (monteur)
- 1935 : Vedette hongroise (Die ganze Welt dreht sich um Liebe) (monteur)
- 1936 : Rendezvous in Wien (monteur)
- 1936 : Ah les femmes ! (Allotria) (monteur)
- 1936 : L'Amour et l'Art (Burgtheater) (monteur)
- 1937 : Cabrioles (Kapriolen) (monteur)
- 1939 : Bel-Ami (monteur)
- 1939 : On a volé un homme (Ich bin Sebastian Ott) (monteur)
- 1940 : Opérette (de) (Operette) (monteur)
- 1941 : Jenny détective (Jenny und der Herr im Frack) (monteur)
- 1942 : Sang Viennois (de) (Wiener Blut) (monteur, assistant réalisateur)
- 1942 : Ein Zug fährt ab (monteur, assistant réalisateur)
- 1943 : Les femmes ne sont pas des anges (Frauen sind keine Engel) (monteur)
- 1944 : Hundstage (monteur, assistant réalisateur)
- 1944 : Ein Blick zurück (monteur, assistant réalisateur)
- 1947 : Der Hofrat Geiger (monteur, réalisateur, scénariste)
- 1948 : Das singende Haus (acteur)
- 1949 : Jeunes Filles de Vienne (Wiener Mädeln) (monteur, assistant réalisateur)
- 1949 : Ein bezaubernder Schwindler (réalisateur, scénariste)
- 1950 : Großstadtnacht (réalisateur, scénariste, acteur)
- 1951 : Schatten über Neapel (réalisateur)
- 1952 : Gefangene Seele / Verbotene Leidenschaft (réalisateur)
- 1952 : Alle kann ich nicht heiraten (réalisateur)
- 1952 : Pour l'amour d'une femme (de) (Am Brunnen vor dem Tore) (réalisateur, acteur)
- 1954 : Sans toi je n'ai plus rien (Bei Dir war es immer so schön) (réalisateur, scénariste)
- 1954 : Keine Angst vor Schwiegermüttern (scénariste)
- 1955 : Le Chemin du paradis (Die Drei von der Tankstelle) (réalisateur)
- 1955 : Vatertag (de) (scénariste, producteur exécutif)
- 1956 : Ein tolles Hotel (réalisateur)
- 1956 : Wo die Lerche singt (réalisateur)
- 1957 : August, der Halbstarke (réalisateur)
- 1958 : Im Prater blüh'n wieder die Bäume (réalisateur)
- 1959 : Le Pont (Die Brücke) (producteur exécutif)
- 1961 : Le Dernier Convoi (Der Transport) (producteur exécutif)
- 1963 : Das Feuerschiff (producteur exécutif)
- 1964 : L'Agneau (de) (Das Lamm) (producteur exécutif)